# Hakkarilansaari
Hakkarilansaari är en ö i Finland. Den ligger i Ule älv och i kommunen Muhos i den ekonomiska regionen  Uleåborgs ekonomiska region  och landskapet Norra Österbotten, i den centrala delen av landet, 500 km norr om huvudstaden Helsingfors. Öns area är 3,5 hektar och dess största längd är 470 meter i nord-sydlig riktning.